# Nationalparken Insurgente José María Morelos y Pavón
Nationalparken  Insurgente José María Morelos y Pavón är en nationalpark i delstaten Michoacán i centrala Mexiko. Den skyddar 71,92 km2 i bergen i det transmexikanska vulkanbältet Cordillera Neo-Volcánica.

## Geografi
Nationalparken Insurgente José María Morelos ligger 23 km öster om Morelia, i kommunerna Charo och Tzitzio. Den är i en del av det transmexikanska vulkanbältet känt som Sierra de Mil Cumbres eller Sierra de Otzumatlán. Parken omfattar kullar, berg och bäckdalar, med höjder från 1340 till 2640 meter. Bäckarna i den norra delen av parken dränerar norrut för att sedan mynna ut i Lago Cuitzeo, och de i den södra delen av parken rinner bäckarna söderut till floden Río Balsas bassäng. I den norra delen av parken är El Puerto de la Conveniencia, Ojo de Agua La Laja och Ojo de Agua de Los Tepetates källor till strömmen och vattenfallet El Salto.

## Klimat
Klimatet sträcker sig från varmt subfuktigt på lägre höjder till tempererat subfuktigt på högre höjder, med en årlig medeltemperatur på 18 C. Den genomsnittliga årliga nederbörden är 1692 mm.

## Flora och fauna
Parken ligger i ekoregionen för det transmexikanska vulkaniska bältet av tall–ekskogar och flodskogar.
172 fågelarter har registrerats i parken. De är bland annat bandtofsvaktel (Philortyx fasciatus), halsbandsnattskärra (Antrostomus ridgwayi), dunkelsmaragd (Phaeoptila sordida), gråbandad gärdsmyg (Campylorhynchus megalopterus), fläckgärdsmyg (Campylorhynchus gularis), mexikansk trast (Turdus rufopalliatus), guldvireo (Vireo hypochryseus), brunsidig törnskatsvireo  (Vireolanius melitophrys), rödhuvad kardinal (Piranga erythrocephala), rostnackad snårsparv
(Melozone kieneri) och svarthuvad siska (Spinus notata). skuggtangara (Haplospiza rustica) har observerats i parken, men kan vara tillfälliga snarare än bofasta.
38 däggdjursarter och 18 reptilarter har registrerats i parken. Nio arter av groddjur, inklusive fyra salamanderarter och fem arter av grodor, bor i bäckarna som rinner ut i sjön Cuitzeo.

## Bevarande
President Lázaro Cárdenas upprättade parken genom dekret den 22 februari 1939. Parken är uppkallad efter José María Morelos (1765–1815), en rebellledare i det mexikanska frihetskriget.
En del av parken är avsedd för rekreation, och resten för bevarande. Rekreationsdelen av parken är en populär helgdestination för invånare i Morelia.
Det mesta av marken i parken är privatägd eller kontrollerad av ejidos, och köptes inte av regeringen sedan parken hade etablerats. Delar av parken gör ursprungsbefolkningen charo, gemenskapen Zurumbeneo och små markägare i El Vaquerito anspråk på. Dessa markanspråk är olösta. Hot mot parken är otillåten avverkning på privata marker i parken och vattenföroreningar.